# -witz
-witz ist ein eingedeutschtes, ursprünglich slawisches Suffix in Ortsnamen und davon abgeleiteten Familiennamen.
Die Endung -witz (polnisch -owice, serbisch -ovići) ist eine Suffixverbindung mit -itz und kommt in Deutschland insbesondere bei ursprünglich sorbischen (dort auch -fitz, -vitz, -pitz) und polabischen sowie darüber hinaus auch bei anderen slawischen Ortsnamen vor. Es hat ursprünglich patronyme Funktion, verweist also auf den Gründer des Ortes oder zumindest eine wichtige, namensgebende Person des Ortes. Kattowitz beispielsweise ist als Personennamen Kat plus Suffix -owice zu analysieren und bedeutet „(bei den) zu Kat Gehörigen; die Leute des Kat“. -witz hat damit die gleichen Funktionen wie das germanische Suffix -ing(en).
Am weitesten verbreitet ist -witz heute in Sachsen, Brandenburg sowie im Osten Sachsen-Anhalts und Thüringens. Früher war die Endung auch in allen anderen deutschsprachigen Gebieten Mittel- und Ostmitteleuropas verbreitet (Preußen, Schlesien, Böhmen, Mähren sowie Rumänien).

## Beispiele
Bannewitz, Bennewitz, Stauchitz-Bloßwitz, Crostwitz, Czernowitz, Gleiwitz, Kattowitz, Leipzig-Connewitz, Lössewitz, Thesenvitz, Dresden-Blasewitz, -Wachwitz und -Tolkewitz, Stauchitz-Wilschwitz, Freital-Wurgwitz, Zinnowitz.